# Climent II
Climent II (llatí: Clemens PP. II)  (Hornburg, octubre 1005 - Pesaro, 9 d'octubre de 1047)  de nom seglar Sudiger de Morsleben i Hornburg, va ser papa de Roma del 1046 al 1047.

## Biografia
Sudiger era comte de Morsleben i bisbe de Bamberg quan, en el sínode de Sutri, va ser escollit papa el 25 de desembre de 1046 gràcies al suport de l'emperador Enric III.
El seu primer acte com a pontífex va ser la coronació imperial d'Enric III. Junt amb la corona, el nou emperador va rebre també el títol de patrici dels romans, dignitat que portava la prerrogativa que tota elecció papal hauria de comptar amb la seva prèvia autorització. Amb la recuperació del control imperial en l'elecció papal desapareix la influència de les famílies patrícies romanes en l'elecció, i aquest fet es va veure reflectit de forma immediata en la nacionalitat dels següents papes: tant Climent II com els tres que vindrien després foren d'origen alemany.
Durant el seu breu pontificat va convocar, el 1047, un concili a Roma en el qual va intentar introduir reformes a l'Església, reduir el poder que havien tingut els bisbes-comtes i acabar amb la simonia.
En el retorn d'un viatge que va realitzar a l'actual Alemanya, va contraure febres que li van provocar la mort en la ciutat de Pesaro, el 9 d'octubre de 1047. Va ser enterrat a la catedral de Bamberg, la seva terra natal. És l'únic papa la tomba del qual està situada al nord dels Alps.

## Papat
Succeí en el papat a Gregori VI, sent elegit el 24 de desembre de 1046; A la mort de Joan XIX el 1033 el seu nebot Teofilacte fou arbitràriament elevat a la Seu romana pel seu pare Alberic III de Túsculum, comte de Túsculum, amb el nom de Benet IX (1033-1045). Teofilacte era un nen de dotze anys en ser elegit, i va deshonrar desgraciadament el soli pontifici per la qual cosa el poble amotinat el va expulsar de Roma el 1036; però Conrad II, emperador, el va restituir en la seva dignitat.
Una nova escomesa del poble el 1044 va tornar a llançar a l'indigne posseïdor del soli pontifici, substituint-lo per Joan, bisbe de Sabina, que va prendre el nom de Silvestre III. Transcorregudes set setmanes, va tornar Benet, amb l'auxili de la seva família, més rendint-se a l'oposició del poble, va renunciar a favor de l'arxipreste Juan Graciano a 1 de maig de 1045, pel que sembla, mitjançant una indemnització crescuda. El nou papa que havia pres el nom de Gregori VI, malgrat ser excel·lent baró, no podia posar remei a les calamitats de l'església, sobretot atesos els mitjans que s'havien emprat per a la seva elecció.
Per això l'esperança de la part sana del poble es va dirigir cap a la persona del rei d'Alemanya, Enric III (1039-1050), Arribat aquest, va convocar el concili de Sutri, en el qual Gregori VI va deposar la seva dignitat pontifícia; després el mateix rei, arribat a Roma, va reunir en aquesta ciutat un altre sínode a 24 de desembre de 1046, en el qual va nomenar o va fer nomenar per a bisbe de Roma Suitgero, que ho era de Bamberg i capellà del mateix Enric.
Suidger va prendre el nom de Clement II, i el dia de la seva fumata blanca, Nativitat del Senyor (Nadal), va coronar emperador a Enric i la seva esposa Agnès a l'església de sant Pere.
Concedí al príncep la dignitat de patrici amb el dret de presidir en l'elecció de Summe Pontífex i de donar a aquest la investidura. La intervenció de l'emperador va ser en aquesta ocasió favorable a l'església: però va portar sobre aquesta la prepotent intromissió i encara tiranies dels emperadors en les eleccions papals i en el règim eclesiàstic que tant va costar als papes destruir, sobretot al gran Hildebrando.
El pontificat de Clement va ser massa curt per poder desplegar grans iniciatives. Va defensar amb fermesa la disciplina eclesiàstica, condemnant severament la simonia d'un sínode romà el 5 de gener de 1047. El va succeir legalment el papa Damas II.